# Tilmann Dehnhard
Tilmann Dehnhard (* 15. März 1968 in Darmstadt) ist ein deutscher Jazzmusiker (Querflöte, Saxophon, Komposition)..

## Leben
Tilmann Dehnhard ist der Sohn des Architekten und Aquarellisten Martin Dehnhard. Er hatte in seiner Kindheit Klavier- und Gitarrenunterricht und studierte später an der Hochschule der Künste Berlin von 1989 bis 1994 Flöte und Saxophon und 2004 bis 2008 Filmmusikkomposition an der Hochschule für Film und Fernsehen in Babelsberg. Ende der 1980er Jahre gewann er mehrere Preise in den Wettbewerben Schüler komponieren und Jugend musiziert.
1991 gründete Dehnhard die Band jazz indeed, mit der er 1994 Preisträger beim Studiowettbewerb des Senats von Berlin war und 1996 das Album under water aufnahm. 1992 wirkte er an Konzerten und Rundfunkaufnahmen von Alexander von Schlippenbachs Young Improviser's Pool und Jerry Granellis The Globe Band mit. Nach dem Abschluss des Studiums erhielt er vom Senat ein Stipendium und nahm Unterricht bei John Ruocco in Den Haag und David Liebman in den USA.
Im Jahr 1998 gründete Dehnhard das Tilmann-Dehnhard-Quartett (mit Kai Brückner, Gitarre, Paul Kleber, Kontrabass, Sebastian Merk, Schlagzeug, ab 2002 Quintett) und mit dem Pianisten Nicolai Thärichen das Duo Til & Nic. Im gleichen Jahr komponierte er für das Flautando-Ensemble Berliner Flötisten das Septett Loops, Lilts & Lullabies. 1999 komponierte er für die Schauspielerin Ruth Brauer elf Lieder nach Texten von Mascha Kaléko.
1999 bis 2000 unterrichtete er an der Pontificia Universidad Javeriana in Bogotá.
Bereits seit Ende der 1980er Jahre wirkte Dehnhard an zahlreichen Film- und Schauspielmusiken mit. 2001 spielte er die Musik zu einer Installation von Gabriela Salamanca in der Berliner Galerie Kunstfaktor. 2002 beteiligte er sich am Projekt in the hands of time, einer Raum- und Klangperformance für 12 Musiker im Martin-Gropius-Bau.
Im Jahr 2005 unternahm Tilmann Dehnhard eine Konzerttournee durch Westbengalen mit Tanmoy Bose und der Gruppe Taal Tantra. 2006 gab er erneut Workshops für Saxophon, Jazztheorie und Ensemblearbeit an der Pontificia Universidad Javeriana in Bogotá.
Er unterrichtet am Jazzinstitut Berlin Querflöte, Arrangement, Soundpainting und Ensemble an der Universität der Künste Berlin und Orchestration und Filmmusik an der Hochschule der Populären Künste Berlin.
Tilmann Dehnhard ist zertifizierter Soundpainter durch Walter Thompson.

## Kompositionen und Lehrwerke
- Wake Up! for Piccolo and alarm clock
- The New Flute Universal Edition (NFA Award Winner 2014)
- Jazz Studies for Flute Universal Edition (NFA Award Winner 2021)
- Easy Jazz Studies for Flute Universal Edition
- A String of Thoughts for Flute and Piano, Universal Edition (Honorable Mention NFA Music Award 2019)
- Zweisitzer/Two Seater for Piccolo and piano, Universal Edition
- Yorishiro for Flute solo, Universal Edition
- Basilica Deserta for Bassflute and Piano, Universal Edition (Winner: NFA Newly Published Music Awards 2022)
- Postcards for Flute solo, Universal Edition (Finalist 2022 Arizona Flute Society Composition Competition)
- 99 Tiny Tunes for Flute, Universal Edition
- ...und los! (...off you go!)  for Flute and Guitar (Fifteen-Minutes-Of-Fame Vox Novus Winner 2025)

## Diskographie (Auswahl)
- jazz indeed: Under Water, 1996
- Breath, Solo-CD, 2000
- Nils Wülker Group: High Spirits, 2002
- Tilmann Dehnhard Quintett: Koala Lounge, 2002
- Tilmann Dehnhard Quartett: We Live There, 2007
- Moonstruck mit Barbara Buchholz (Theremin), 2008
- Dehnhard/Schmidt: Brombeer, 2008